# Phyllodromica nuragica
Phyllodromica nuragica är en kackerlacksart som beskrevs av Failla och Andre Messina 1982. Phyllodromica nuragica ingår i släktet Phyllodromica och familjen småkackerlackor. Inga underarter finns listade i Catalogue of Life.